# نقد نظرية النسبية

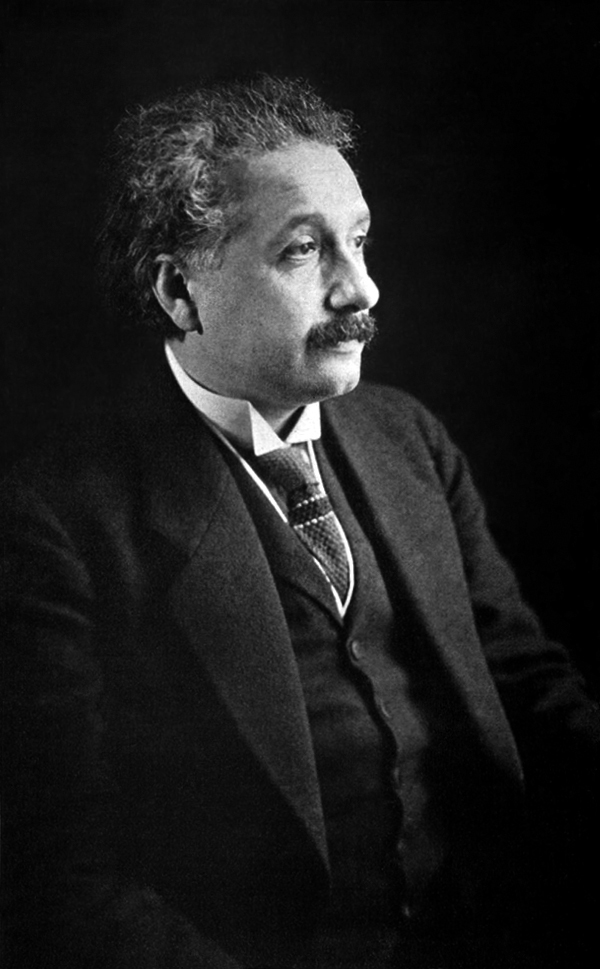

انتقادات نظرية النسبية لألبرت أينشتاين ظهرت في السنوات الأولى بعد نشر النظرية في بدايات القرن العشرين، وقامت على أسس علمية، أو علمية زائفة، أو فلسفية، أو أيديولوجية. ومع أن بعض هذه الانتقادات قد نالت الدعم من علماء مرموقين، فإن النظرية النسبية لأينشتاين مقبولة الآن في المجتمع العلمي.
تضمنت أسباب انتقاد هذه النظرية نظريات أخرى بديلة، ورفض الطرق الرياضية الحسابية المجردة، والأخطاء المزعومة في هذه النظرية. وفقًا لبعض المؤلفين، لعبت الاعتراضات المعادية للسامية على تراث أينشتاين اليهودي أيضًا دورًا في هذه الانتقادات. ما يزال هنالك بعض النقاد للنظرية النسبية حتى اليوم، ولكن أغلبية المجتمع العلمي لا تشارك آراءهم.

## النسبية الخاصة

### مبدأ النسبية مقابل النظرة الكهرومغناطيسية للعالم
في نهاية القرن التاسع عشر تقريبًا، انتشرت هذه النظرة عالميًا والتي تفيد بأن كل القوى الموجودة في الطبيعة ذات أساس كهرومغناطيسي («النظرة الكهرومغناطيسية للعالم»)، لا سيما في أعمال جوزيف لارمور (1897) وفلهلم فيين (1900). أُثبت ذلك على ما يبدو بواسطة التجارب التي أجراها العالم والتر كوفمان (1901-1903)، الذي قاس زيادةً في كتلة جسم معين يملك سرعةً، الأمر الذي يتفق مع الفرضية القائلة إن الكتلة قد تولدت عن مجالها الكهرومغناطيسي. رسم ماكس إبراهام (1902) تفسيرًا نظريًا لنتيجة كوفمان اعتُبر فيه الإلكترون جسمًا كرويًا صلبًا. ومع ذلك، اكتُشف أن هذا النموذج كان متضاربًا مع نتائج الكثير من التجارب (من ضمنها تجربة ميكلسون ومورلي، وتجارب رايلي وبريس، وتجربة تروتن ونوبل)، ووفقًا لهذه التجارب، لم تُلاحظ أي حركة من جانب المراقب في ما يتعلق بالأثير المضيء («انحراف الأثير») رغم المحاولات العديدة للقيام بذلك. خمن العالم هنري بوانكاريه (1902) أن سبب هذا الفشل يعود إلى أحد القوانين العامة للطبيعة، وأطلق عليه اسم «مبدأ النسبية». وضع العالم هندريك أنتون لورنتس (1904) نظرية مفصلة للديناميكية الكهربائية (نظرية الأثير للورنتس) استندت إلى وجود أثير ساكن ووظفت مجموعة من التحويلات في إحداثيات الزمان والمكان أطلق عليها بوانكاريه «تحويلات لورنتس»، متضمنة تأثيرات تقلص الأطوال والوقت المحلي. ومع ذلك، لم تراعِ نظرية لورنتس مبدأ النسبية إلا جزئيًا لأن صيغ تحويلات السرعة وكثافة الشحنة خاصته لم تكن صحيحة. وقد صححها بوانكاريه (1905)، الذي حصل على تناظر لورنتس الكامل للمعادلات الكهربائية الديناميكية.

### مزاعم دحض التجارب
للبت بشكل قاطع بين نظريتي إبراهام ولورنتز، كانت هناك مجموعة تجارب أُجريت من قبل كل من: كوفمان، وبوتشيرير، ونيومان. كرر كوفمان تجاربه في عام 1905م بشكل أكثر دقة. ورغم ذلك، في وقتنا الحالي، تغيرت حالة الافتراضات بشكل كامل. جرى تطوير نموذج آخر للنظرية من قبل العالمين ألفريد بوخرر وبول لانجفان عام 1904، يتقلص فيها الإلكترون في خط الحركة، ويتأخر عند الانتقال من خط إلى آخر، وهذا يؤدي إلى بقاء الحجم ثابتًا. بينما قيّم كوفمان تجاربه القديمة، ونشر أينشتاين أيضًا نظريته «النسبية الخاصة». وفي النهاية، تمكن كوفمان من نشر نتائج تجاربه في ديسمبر من عام 1905 وناقش مصرحًا أنها على توافق مع نظرية إبراهام وطلب رفض «الفرضيات الأساسية للورنتز وأينشتاين» (مبادئ النظرية النسبية).  وعلق لورنتز قائلًا: «لقد بذلت قصارى جهدي»، بينما لم يذكر أينشتاين أي شيء عن هذا الموضوع حتى بعد عام 1908. وعلاوة على ذلك، بدأ الآخرون بانتقاد هذه التجارب. وأشار ماكس بلانك عام 1906 إلى تضارب في الفهم النظري لهذه البيانات، وقدّم أدولف بيستلمير في نفس العام أساليب جديدة، وخصوصًا في المواضع التي تنخفض فيها السرعة) وتعطي نتائج جديدة، وقد ألقى هذا على عاتق أساليب كوفمان. ولذلك، قام بوتشيرير بتجربة جديدة عام 1908 وتوصل إلى حلول جديدة تؤكد صيغة الكتلة الخاصة بالنظرية النسبية وأيضًا «مبادئ النسبية لكل من لورنتز وأينشتاين». ورغم ذلك قاد انتقاد تجارب بوتشيرير من قبل بيستلمير إلى نزاع حاد بين التجريبيين. ومن الجهة الأخرى، جرى التأكيد على نتائج بوتشيرير من طريق تجارب إضافية أجريت من قبل علماء مثل: هوبكا في عام (1940)، ونيومان في عام (1914) وآخرين. وقد استمرت هذه الشكوك حتى عام 1940، بينما جرى نقض نظرية إبراهام بشكل حصري بعد إجراء تجارب مشابهة. (وتجب الإشارة إلى أنه جرى تأكيد صيغة الكتلة النسبية في عام 1917 إلى جانب إجراء هذه التجارب، في إطار التحقق من النظرية الطيفية. في نظرية تسارع الجسيمات الحديثة، جرى تأكيد صيغة الكتلة النسبية بشكل روتيني).
أعاد دايتون ميلر مع إدوارد دبليو مورلي في الأعوام بين 1902-1906 تجربة ميشيلسون ومورلي من جديد. وتأكدوا من النتائج الصفرية للتجربة البدائية. ومع ذلك، في الأعوام بين 1921-1926، وضع ميلر تجارب جديدة أعطت نتائج إيجابية. وقد جذبت هذه التجارب البدائية انتباه وسائط الاعلام والمجتمع العلمي ولكن تم دحضها للأسباب التالية: أولًا، أشار كل من أينشتاين وماكس بورن وروبرت إس شانكلاند إلى أن ميلر لم يعتمد تأثير درجات الحرارة بشكل مناسب. ثانيًا، أظهر تحليل حديث لروبرت أن تجربة ميلر أظهرت نتائج لا أساس لها من الصحة، عند اعتماد العيوب التقنية للأجهزة ومجالات الخطأ بشكل مناسب. وعلاوة على ذلك، لا تتوافق نتائج تجربة ميلر مع باقي التجارب التي وُضعت قبلها وبعدها. وعلى سبيل المثال، استعمل جورج جوس عام 1930 جهازًا يشبه جهاز ميلر إلى حد ما، ولكن حصل على نتائج صفرية أيضًا. وفي تجربة حدثت مؤخرًا من نفس نوع تجربة مايكلسون ومورلي حيث يزداد مدى التماسك إلى حد بعيد عن طريق استعمال الليزر والميزر، عُثر على نتيجة سلبية أيضًا.
في عام 2011، اكتُشف أن شذوذ النيوترينو أسرع من الضوء، نشرت تجربة الأوبيرا والتي أظهرت أن سرعة النيوترينو أكثر بقليل من سرعة الضوء. ومع ذلك، عُثر على مصادر للأخطاء في عام 2012 وفقًا لتجارب الأوبيرا نفسها، والتي شرحت النتائج البدائية بشكل كامل. وفي آخر نتائج نُشرت، جرى التوصل إلى أن سرعة النيوترينو متناسقة مع سرعة الضوء. وأيضًا وجدتها تجارب لاحقة متوافقة مع سرعة الضوء.[بحاجة لمصدر]